# Criza politică din România din 2021
Criza politică din România din 2021 a început pe 1 septembrie 2021 între USR PLUS și Partidul Național Liberal (PNL), membrii ai guvernului de coaliție al Cabinetului Cîțu împreună cu Uniunea Democrată Maghiară din România (UDMR/RMDSZ) la acea vreme condusă de liberalul Florin Cîțu, când o ședință de guvern a fost convocată de prim-ministru pentru aprobarea ,,programului de investiții Anghel Saligny", care ar ajuta la dezvoltarea locală a satelor românești, urmată de demiterea Ministrului Justiției Stelian Ion (numit de USR PLUS) de către prim-ministrul Cîțu și numirea Ministrului de Interne Lucian Bode (PNL) ca interimar.
USR PLUS a criticat dur programul ,,Anghel Saligny" (referindu-se la el ca ,,un nou abuz marca OUG 13") și concedierea ministrului justiției Stelian Ion, cu USR PLUS depunând o moțiune de cenzură împotriva Cabinetului Cîțu împreună cu partidul de opoziție Alianța pentru Unirea Românilor (AUR) denumită „Demiterea guvernului Cîțu, singura șansă a României de a trăi!" Iar miniștrii din partea USR PLUS și-au depus demisiile pe 7 septembrie, urmată de demiterile de către prim-ministrul Florin Cîțu  a secretarilor și prefecților numiți de USR PLUS în posturile respective pe 8 septembrie. Candidatura prim-ministrului Florin Cîțu împotriva președintelui în exercițiu Ludovic Orban pentru președinția Partidului Național Liberal (PNL) care va fi ales într-un congres din 25 septembrie a provocat prelungirea crizei politice, Cîțu depunând o plângere la Curtea Constituțională cu privire la moțiunea de cenzură, care va fi dezbătută abia după alegerea președintelui PNL.
Dan Barna, copreședintele USR PLUS, a insistat pe ideea că un guvern de coaliție ar putea continua doar în condițiile în care Cîțu nu mai este prim-ministru. Partidul Național Liberal (PNL) a continuat să-l sprijine puternic pe Florin Cîțu ca „singurul candidat” pentru poziția de șef al guvernului. Partidul Social Democrat (PSD) a fost dispus să voteze orice moțiune de cenzură împotriva guvernului, fiind partidul principal de opoziție de atunci. Președintele Klaus Iohannis a criticat, de asemenea, acțiunile întreprinse de USR PLUS și a numit presupusa sa alianță cu AUR un „afront” față de români.
Negocierile dintre PSD, PNL și UDMR/RMDSZ pentru o nouă majoritate au avut loc în cea mai mare parte a lunii noiembrie 2021, după care Ciucă a fost desemnat din nou de Iohannis prim-ministru pe 22 noiembrie. Criza s-a încheiat în cele din urmă pe 25 noiembrie, odată cu depunerea jurământului Cabinetului Ciucă.

## Context
Ca urmare a alegerilor parlamentare care s-au ținut în decembrie 2020 și a demisiei lui Ludovic Orban din funcția de prim-ministru din cauza performanței slabe a PNL, Florin Cîțu a fost propunerea PNL de-al succeda pe șeful guvernului interimar Nicolae Ciucă. O coaliție formată din (PNL-USR PLUS-UDMR) a fost formată pentru a guverna România până la criza politică.
În ceea ce privește compoziția cabinetului Cîțu, alianța politică USR PLUS are 7 ministere din cele 21, incluzând Ministerele Transporturilor, Fondurilor Europene, Economiei, Justiției, Sănătății și Cercetării, în timp ce Dan Barna (USR) a fost unul din cei doi Vicepremieri, celălalt fiind Hunor Kelemen. Împreună, PNL și UDMR au avut 13 ministere, în timp ce independentul Bogdan Aurescu a preluat funcția rămasă (acea de Afaceri Externe).
Primul și al doilea PNDL au fost începute de guvernele liderului Liviu Dragnea (PSD), însă nu au fost implementate pe deplin până în August 2021. Cu toate acestea, guvernul se gândise să pună în aplicare „Programul Național de Investiții Anghel Saligny” începând cu aceeași lună, cunoscut și sub denumirea de „PNDL 3” datorită similitudinii sale cu primul și al doilea PNDL. USR PLUS a anunțat ca răspuns că nu va susține un program asemănător PNDL pentru dezvoltarea satelor românești, pe motiv că „ar da posibilitatea de a aloca fonduri baronilor locali”.

## Cronologie

### Începutul crizei
O ședință de guvern a fost programată pe 1 septembrie, pentru aprobarea noului program de investiții pentru dezvoltarea locală a comunelor din România, aducându-le la standardele secolului 21, cunoscut sub numele de programul "Anghel Saligny". A fost numit după inginerul renumit pentru proiectarea podului feroviar Fetești-Cernavodă, cunoscut acum sub numele de Podul Anghel Saligny. A fost de asemenea cunoscut uneori sub numele de "PNDL 3". USR PLUS, un membru al coaliției formate în jurul Cabinetului Cîțu a boicotat ședinta, făcând ca această să se amâne. Mai târziu în aceeași zi, prim-ministrul Florin Cîțu a decis să-l demită pe Ministrul Justiției Stelian Ion (USR) pentru refuzarea aprobării programului "Anghel Saligny" iar Ministrul de Interne Lucian Bode (PNL) a fost numit ca interimar. Acest lucru a marcat cu succes începutul unei crize politice, interferând cu al patrulea val al pandemiei COVID-19 din România cauzată de varianta Delta. O reuniune a coaliției a avut loc câteva zile mai târziu, dar nu s-a ajuns la un consens. Bode a declarat că în mandatul său de ministru interimar al Justiției, programul de investiții "Anghel Saligny" va fi aprobat, subliniind că ministerul său se pronunță asupra legalității proiectului, mai degrabă decât asupra oportunității.
În același timp, principalul partid de opoziție din Parlamentul României Partidul Social Democrat, planifica deja o moțiune de cenzură împotriva guvernului condus de Florin Cîțu, dar nu intenționa să o depună până nu a atras cel puțin 234 de parlamentari care doreau să scoată cabinetul din funcție (conform articolului 113 din Constituție), după ce prima sa moțiune de cenzură, "România EȘUATĂ. Recordul fantastic al Guvernului Cîțu" din iunie 2021, a fost respins cu doar 201 voturi „pentru” adoptare. Prim-vicepreședintele PSD Sorin Grindeanu, a afirmat că oricine dorește desființarea Cabinetului Cîțu "va semna moțiunea PSD", căreia i s-ar fi dat numele „STOP sărăciei, scumpirilor și penalilor! Jos Guvernul Cîțu!”, referindu-se, de asemenea, la închisoarea premierului Florin Cîțu din cauza condusului sub influența alcoolului în Statele Unite în 2001.
Pe 2 septembrie 2021, Rareș Bogdan a anunțat că Biroul Național Permanent al Partidului Național Liberal, a votat în unanimitate să continue sprijinul pentru Florin Cîțu în fruntea guvernului.

### Moțiunea de cenzură USR PLUS-AUR
Pe 3 septembrie 2021, USR PLUS a anunțat că depune moțiune de cenzură împotriva guvernului alături de partidul de opoziție Alianța pentru Unirea Românilor (AUR), intitulată "Demiterea guvernului Cîțu, singura șansă de României de a trăi!". pe care parlamentarii PSD ar putea să o voteze. Premierul Cîțu a cerut demisia onorifică a tuturor miniștrilor USR PLUS, precizând că va intra în contact cu liderii Uniunii Europene și Statele Unite, în legătură cu alianța „toxică” a partidului lor de origine cu AUR care lucrează împotriva voinței românilor. Cu toate acestea, programul Anghel Saligny a fost adoptat cu absența miniștrilor USR PLUS.
Pe 4 septembrie, Președintele Klaus Iohannis a numit alianța anti-guvernamentală USR PLUS-AUR ca fiindu un "afront" adus românilor care la Alegerile parlamentare din 2020 au decis în ce direcție ar trebuii să meargă România, și a cerut celor din USR PLUS „să cumpănească foarte bine implicațiile asociației cu obiectivele promovate de AUR și să revină la masa dialogului cu restul coaliției de guvernare pentru a găsi o soluție pentru deblocarea situației guvernamentale". La altă conferință de presă în timpul vizitei din Elveția, nu a considerat îngrijorătore „chestiunea guvernamentală”. Dacian Cioloș a declarat că partidul său nu are și nu o să aibă un obiectiv politic cu AUR.

### Ruperea coaliției de guvernare
Copreședinții USR PLUS, Dan Barna și Dacian Cioloș au anuțat pe 6 septembrie 2021 ca toți miniștrii USR PLUS se vor retrage din cabinet pe 7 septembrie. În replică, prim-ministrul Florin Cîțu a remaniat toți secretarii de stat, prefecții și subprefecții puși de USR PLUS, Prin urmare, Guvernul Cîțu a devenit efectiv un guvern minoritar format din PNL și UDMR.
USR PLUS l-a comparat pe Florin Cîțu cu Liviu Dragnea, fostul președinte al Partidului Social Democrat (PSD), acuzându-l pe Cîțu că a dat afară secretarii de stat „fără alt motiv decât să-și numească proprii oameni care îi servesc interesele și că a cumpărat voturi în partidul său cu banii românilor prin programul „Anghel Saligny”.
Într-o conferință de presă pe 7 septembrie, prim-vicepreședintele PSD Sorin Grindeanu a declarat că moțiunea de cenzură prezentată de USR-PLUS și AUR „este o insultă și nu spune altceva decât că premierul nu a respectat protocolul”, numind demisiile miniștrilor partidului „o dovadă de ipocrizie”.

### Încercări de apărare ale primului ministru
La 8 septembrie 2021, premierul Cîțu a reclamat Curtea Constituțională încălcarea de către Parlament a dispozițiilor constituționale cu privire la modul în care a fost inițiată și depusă și modul în care a fost comunicată Guvernului, în ciuda acuzării anterioare Președintele Camerei Deputaților Ludovic Orban de „accelerarea procesului de dizolvare a guvernului”.
Partidul Social Democrat (PSD) a votat în Birourile Permanente Reunite "pentru" amânarea zilei în care se votează în Parlament moțiunea de neîncredere depusă de USR PLUS și AUR, împreună cu restul partidelor membre ale guvernului de coaliție și ale minorităților, până când Curtea Constituțională se pronunță. Ludovic Orban nu a votat, acuzând încălcarea statului de drept și numind rezultatele finale ale votului „neconstituționale”. Ziua de 15 septembrie 2021 a fost atribuită de Curtea Constituțională ca termen limită până când Parlamentul și Guvernul trebuie să își transmită punctele de vedere.
Marcel Ciolacu a justificat mișcarea PSD în legătură cu faptul că partidul său respectă Constituția și legile țării și că este normal să aștepți până când instanța se pronunță asupra plângerii prim-ministrului Cîțu cu privire la această chestiune.
Se zvonise că Partidul Național Liberal (PNL) se dorea ca moțiunea de cenzură să nu fie votată în Parlament decât după congres, ca Prim-ministrul Cîțu care a fost candidat la președinția partidului alături de Ludovic Orban, să-și păstreze poziția pentru ca șansele sale de a-l învinge pe cel din urmă să rămână ridicate. Premierul Cîțu a declarat că va cere concedierea lui Ludovic Orban și Anca Dragu în calitate de Președinte al Camerei Deputaților și  Senatului respectiv dacă guvernului său i se va face dreptate.

### Scandalurile din Parlament
Pentru sesiunea reunirii plenurilor din Parlamentul României pe 9 septembrie 2021 la ora 16:00 pentru citirea moțiunii de cenzură depusă de  USR PLUS și AUR pe 3 septembrie 2021, Președintele Camerei Deputaților Ludovic Orban și-a delegat atribuțiile sale vicepreședintelui, Florin Roman (PNL), pentru a-i permite să se concentreze asupra campaniei sale pentru președinția Partidului Național Liberal(PNL).
Ionuț Moșteanu (USR PLUS) a spus că, în absența președintelui Camerei Deputaților, sesiunea ar trebui condusă de Președintele Senatului Anca Dragu. Acest lucru a dus la un scandal în Camera Deputaților, Roman fiind luat cu forța cu forța de la microfon și înlocuit cu Dragu. în plus, copreședintele AUR George Simion a acuzat-o pe Alina Gorghiu de „încălcarea Constituției”, în timp ce ea l-a acuzat pe Simion pentru propriile sale acțiuni: "Uitați ce supărată este doamna Gorghiu". Alina Gorghiu: "Urlați ca o maimuță"
În consecință, Florin Roman a declarat că va depune o plângere penală, acuzând presupusa alianță USR PLUS – AUR că l-a blocat prin forță, huliganism, insulte și agresiuni fizice pentru a-și exercita atribuțiile. De asemenea, a solicitat demiterea președintelui Senatului. A doua zi, premierul Florin Cîțu a cerut tuturor celor din USR PLUS „care încă mai simt pro-europeni și doresc democrația în România” să renunțe la acțiunile liderilor lor din Parlament din ziua precedentă, adăugând că România este încă în pandemie, și a solicitat „instituțiilor statului” să amendeze parlamentarii AUR prezenți ziua precedentă pentru încălcarea măsurilor menite să oprească răspândirea coronavirusului într-o zonă interioară.
La 11 septembrie 2021, Ludovic Orban l-a criticat pe premierul Cîțu după ce s-a postat pe Instagram drept „Superman”, susținând că „are nevoie de ajutor”. Mai mult, a doua zi el a spus că oamenii îi reproșează politicienilor de la putere (inclusiv președintelui Klaus Iohannis) că au declanșat criza politică în loc să guverneze România, adăugând că va lua măsuri pentru a pune capăt crizei în cel mai scurt "timp posibil timp "dacă este ales președinte al PNL. Rareș Bogdan, prim-vicepreședintele PNL a declarat că USR PLUS va primi mai puține funcții guvernamentale dacă va reveni la guvernare, susținând că „trebuie să plătească în acest fel pentru iresponsabilitatea părăsirii actului de guvernare în timp ce țara este trecând prin momente de cumpănă". Stelian Ion și Vlad Voiculescu nu vor mai fi acceptați de PNL în guvern.
La 13 septembrie 2021, vicepreședintele Senatului Alina Gorghiu a solicitat o nouă ședință a Birourilor Permanente Reunite pentru a stabili dacă președintele Senatului Anca Dragu a încălcat Regulamentul în timpul sesiunii plenurilor reunite ale Parlamentul când Florin Roman a fost îndepărtat cu forța de la microfon, solicitând, de asemenea, sancțiuni pentru AUR.

### Presupusul conflict de natură constituțională
La 14 septembrie 2021, Ionuț Moșteanu a anunțat că deputații USR PLUS au trimis scrisori către Ludovic Orban și Anca Dragu, solicitând convocarea unui plen mixt pentru a dezbate moțiunea de cenzură "Demiterea guvernului Cîțu, singura șansă de a României de a trăi!", while AUR deputies demanded its voting by protesting. Indiferent, Biroul permanent al Senatului a început să se alăture prim-ministrului Florin Cîțu și  guvernului său, afirmând că moțiunea de cenzură a fost inițiată și depusă „încălcând prevederile constituționale ale articolului 113 din Constituția României "și, în consecință, solicită Curtea Constituțională" să constate existența unui conflict juridic de natură constituțională între Parlament și Guvern ", punct de vedere ce a fost transmis și Camerei Deputaților.
La 15 septembrie 2021, Curtea Constituțională a decis că nu se va pronunța asupra moțiunii de cenzură decât după congresul Partidului Național Liberal, mai exact pe 28 septembrie. Anca Dragu l-a acuzat pe Cîțu că blochează activitatea Parlamentului și i-a cerut să vină cu propuneri de noi miniștri pe toate funcțiile ministeriale care aparțineau USR PLUS înainte de începerea crizei politice. Orban a catalogat amânarea votului pentru moțiunea de cenzură ca fiind ridicolă, adăugând că președintele Klaus Iohannis poate scoate România din criza politică cu o "tete-a-tete de 15 minute". Cîțu a declarat într-o conferință de presă din aceeași zi că, prin abordarea lui Dragu, ea „vrea să înlăture USR PLUS [ai cărui miniștri au demisionat deja cu 8 zile mai devreme și alte persoane desemnate de partid deja demise cu 7 zile mai devreme] din guvern".

### Greva parlamentară a AUR
Ca protest pentru amânarea continuă a votării moțiunii de cenzură în Parlament, AUR a decis să intre în grevă parlamentară pe termen nelimitat începând cu 20 septembrie 2021. Partidul ar fi prezent în continuare în sesiunile plenare, dar ar refuza să voteze atâta timp cât moțiunea de cenzură nu va fi dezbătută și votată, în încercarea de a atrage atenția asupra situației din Parlament.
La 21 septembrie 2021, Dan Barna a declarat pentru postul de știri Digi24 că USR PLUS va începe un dialog cu privire la o posibilă restabilire a guvernului de coaliție cu trei partide la scurt timp după congresul PNL „cu [candidatul pentru] președinția PNL Florin Cîțu, dar nu și cu premierul Florin Cîțu”.
La 22 septembrie 2021, președintele Klaus Iohannis a anunțat că va participa la congresul Partidului Național Liberal programat pentru 25 septembrie, , încălcând efectiv articolul 84 din Constituție. Aceeași sumă de c. 5.000 de delegați participanți remained unchanged în ciuda creșterii numărului de cazuri de COVID-19 cu 7.045 de cazuri și 130 de decese raportate pe 22 septembrie 2021, comparativ cu cele 1.443 de cazuri și 21 de decese raportate la 1 septembrie 2021 (ziua în care a început criza politică),USR PLUS l-a acuzat pe prim-ministru că a cumpărat voturile delegaților la congres, susținând că „dovedește că nu are scrupule și că este interesat doar să câștige congresul [PNL] folosind în acest sens resursele publice și funcția [de prim-ministru] pe care o deține temporar".
Pe 24 septembrie 2021, PSD a sesizat Poliția, Jandarmeria și IGSU cu privire la organizarea congresului PNL (cu 5.000 de delegați prezenți fizic într-o zonă interioară), acuzând partidul de falsificarea acestor o întâlniri prin asocierea acesteia cu o „producție artistică” și „activitate culturală” într-un efort de a sfida restricțiile la adunările mari stabilite din cauza celui de-al patrulea val al pandemiei de COVID-19. 

### Congresul din 2021 al Partidului Național Liberal
În ciuda criticilor aduse organizării congresului pe fondul celui de-al patrulea val al pandemiei de COVID-19 de care a fost lovită România la acea vreme, Partidul Național Liberal (PNL) a continuat cu congresul său, care a avut loc la data de 25 septembrie 2021, cu același număr de c. 5.000 de delegați planificați să fie prezenți fizic la Romexpo în București. Fostul prim-ministru Cîțu a candidat la președinția partidului cu moțiunea „România liberală”, alături de președintele atunci în exercițiu al PNL Ludovic Orban care a ales numele „Forța dreptei” pentru propria sa moțiune. În afară de președintele Iohannis, care a participat la congres, așa cum a anunțat pe 22 septembrie, viceprim-ministrul Hunor Kelemen, președintele UDMR, a fost de asemenea prezent.
Fostul prim-ministru Cîțu a câștigat președinția PNL cu 60,2% în fața lui Orban (care a primit doar 39,7%). Orban l-a felicitat pe Cîțu pentru câștigarea președinției PNL și a cerut să-i se accepte demisia de la Președinția Camerei Deputaților următoarea săptămână, oficial terminând parteneriatul său cu președintele Klaus Iohannis. Ulterior, Cîțu a anunțat că a doua zi va fi votată o nouă echipă de conducere a PNL, care va avea scopul de a aborda scăderea sondajelor de opinie a ceea ce este acum partidul său pentru a câștiga toate alegerile din 2024. Pe 26 septembrie 2021, echipa de conducere a partidului sub prim-ministrul Cîțu a fost votată, validată și, în consecință, înființată.
Pe 27 septembrie 2021, fostul lider al Partidului Național Liberal Ludovic Orban și-a prezentat demisia din funcția de Președintele al Camerei Deputaților președintelui ales al PNL Florin Cîțu (deci nu la secretariatul Camerei).  De asemenea, el l-a acuzat pe președintele Iohannis pentru implicarea sa în congresul unui partid politic (cerându-și scuze românilor pentru că le-a cerut să voteze pentru Iohannis la alegerile prezidențiale) și susținătorilor lui Cîțu că ar fi orchestrat o „lovitură de partid”, împiedicând libertatea de alegere și controlând votul delegaților la congres ca atac împotriva democrației.
PNL a fost amendat cu 10.000  lei pentru modul în care a fost organizat congresul său. La 28 septembrie 2021, Adrian Oroș (PNL) a demisionat din funcția de ministru al agriculturii, susținând că prim-ministrul Cîțu a pus agricultura și industria alimentară pe ultimul loc, fără ca niciun proiect major să fie atașat de România la Planul Național de Redresare și Reziliență (PNRR) aprobat în ziua precedentă de Comisia Europeană.

### După congresul PNL
Pe 28 septembrie 2021, Curtea Constituțională a admis plângerea lui Cîțu și, prin urmare, a recunoscut conflictul de natură constituțională dintre Parlament și Guvern, dar a solicitat ca moțiunea de cenzură USR PLUS-AUR (intitulată „Demiterea guvernului Cîțu, singura șansă a României de a supraviețui!”) să fie dezbătută și apoi votată indiferent. Ca răspuns, Ludovic Orban a declarat că această moțiune de cenzură poate fi votată a doua zi. 
Mai mult, Partidul Social Democrat (PSD) a anunțat că a depus propria moțiune de cenzură împotriva cabinetului Cîțu, „STOP sărăciei, scumpirilor și penalilor! Jos Guvernul Cîțu!". USR PLUS și Alianța pentru Unirea Românilor (AUR) au anunțat că vor vota prima moțiune de cenzură care ajunge în Parlament.
Pe 29 septembrie 2021, prim-ministrul Cîțu a declarat că, dacă va fi adoptată una dintre cele două moțiuni de cenzură îndreptate împotriva cabinetului său, România ar avea în consecință un guvern interimar cu abilități limitate pentru o perioadă foarte lungă de timp în mijlocul unei pandemii.
Pe 30 septembrie 2021, moțiunea de cenzură „STOP sărăciei, scumpirilor și penalilor! Jos Guvernul Cîțu!” a fost citită în Parlament la o sesiune a plenurilor reunite în Camera Deputaților. Textul moțiunii de cenzură care a fost citit diferă ușor de textul original; a fost actualizat pentru a include evenimente care au avut loc pe parcursul lunii și alte critici în general.
Pe 1 octombrie 2021, Dacian Cioloș a fost ales președinte al USR PLUS. Aceste rezultate vor fi validate într-un congres al USR PLUS care va avea loc pe 2 și respectiv pe 3 octombrie 2021 la Romexpo din București. Partidul a garantat că va opta pentru prudență pe fondul crizei sanitare provocată de pandemia de COVID-19 la organizarea congresului (peste 12.500 de cazuri de infectări au fost raportate pe 2 octombrie). În plus, cei 24 de membri ai Biroului Național Politic al USR PLUS au fost aleși în congres, iar numele partidului a revenit la Uniunea Salvați România (USR).
Între timp, Ludovic Orban l-a criticat din nou pe președintele Iohannis, afirmând: „Cum să poți susține la președinția PNL un candidat care nu o să mai fie premier [Cîțu] care a făcut franjuri PNL, a distrus coaliția, nu are nicio perspectivă, are o cotă de încredere de 10%', comparând guvernul său cu acela al lui Dăncilă (PSD) care avea o cotă de încredere de 20%. El a menționat că demiterea ministrului Justiției Stelian Ion nu ar fi posibilă fără acordul lui Iohannis. A doua zi, referitor la scenariul în care cabinetul Cîțu este dizolvat și președintele îl desemnează pe cel care a fost demis pentru a doua oară, a declarat: „Ar fi tupeu maxim să vină cu Florin Cîțu [ca nominalizare pentru prim-ministru]'.

### Demiterea Guvernului Cîțu
Pe 5 octombrie 2021, Parlamentul a organizat o sesiune a plenurilor reunite pentru a dezbate și a vota moțiune de cenzură depusă de PSD „STOP sărăciei, scumpirilor și penalilor! Jos Guvernul Cîțu!”. 281 parlamentarii au votat ,,pentru" moțiunea de cenzură, mai mulți decât necesarul de 234, iar în consecință Guvernul Florin Cîțu a fost demis.
Ca răspuns, Președintele Klaus Iohannis a declarat într-o conferință de presă: ,,Trist dar adevărat. Cuvântul care caratcterizează cel mai bine România de azi este cuvântul criză. Suntem în criză sanitară... Suntem într-o criză a prețurilor la energie, o criză care este atât la nivel european, cât și mondial... Dar ce au făcut unii dintre politicienii noștri? au mai adăugat o criză: o criză guvernamentală... Trebuie să găsim soluții, România trebuie să fie guvernată. Pandemia, criza prețurilor la energie, iarna care vine, toate acestea trebuiesc rezolvate de cineva. Acel cineva, este aparent guvernul României". Anunțul său de a nu convoca consultări cu partidele politice până „săptămâna viitoare” pentru a da partidelor politice timp să „găsească abordări mature” a stârnit unele controverse, decizia a primit critici și din partea USR. Iohannis urma să plece la o ședință a Consiliului Uniunii Europene în Slovenia înainte de a-și amâna vizita din cauza adoptării moțiunii de cenzură, până mai târziu în aceeași zi.
În altă conferință de presă următoarea zi, Iohannis a declarat: ,,Cred că este nevoie de zile bune pentru ca toată lumea să ajungă pe pământ ... Politicienii au ajuns să aibă declarații anti-toate. Toată lumea este împotriva tuturor. Nu se poate așa ... M-am gândit că vor dura câteva zile pentru ca acest entuziasm nemotivat [în legătură cu căderea Cabinetului Cîțu] să se estompeze puțin. Oamenii ajung să-și pună întrebarea acum și să înceapă discuții serioase, mature, pentru că altfel problemele vor deveni mai îngrijorătoare".
Pe 7 octombrie 2021, președintele PSD Marcel Ciolacu a anunțat că va depune o plângere penală împotriva lui Florin Cîțu pentru abuz în serviciu după ce guvernul său interimar a retras un miliard de lei din Fondul de rezervă pentru alocarea primăriilor și consiliilor județene, afirmând: ,,Iohannis și Cîțu au decis că, dacă nu locuiți într-o comunitate condusă de un liberal [național], veți suferi de frig, sărăcie și foame! Aceștia au alocat 80% din bani pentru administrația locală localităților cu primari PNL și UDMR". Între timp, Iohannis a organizat o conferință de presă unde atunci când a fost întrebat despre demiterea Ministrului Justiției  Stelian Ion, a spus că Ion a fost ,,demis fiindcă nu a făcut nimic". Ca reacție, Stelian Ion a declarat: ,,Să își scoată din vocabular zilele acestea câteva cuvinte: cinism, orgoliu, țâfnă. Se autocaracterizează".

### Prima încercare de a forma un guvern
Pe 11 octombrie 2021, Președintele Klaus Iohannis a convocat consultări cu toate partidele politice reprezentate în Parlament, la Palatul Cotroceni. Rezultatele sunt după cum urmează:
- Partidul Național Liberal (PNL): Din cauza lipsei majorității în Parlament, partidul nu a nominalizat un prim-ministru în timpul consultărilor, care altfel ar fi premierul interimar și președintele partidului Florin Cîțu.[113]
- Partidul Social Democrat (PSD): Președintele Consiliului Național al partidului Vasile Dîncu, a declarat că PSD nu va veni cu vreo propunere de premier la consultări, pentru că a vrut în primul rând să vadă „ce dorește președintele României”, fiind implicat în criza politică.[113] Marcel Ciolacu a continuat opoziția față de guvernul minoritar.[114]
- Uniunea Salvați România (USR): Dacian Cioloș a confirmat că USR este gata să revină într-un guvern alături de PNL și UDMR cu condiția ca Florin Cîțu să nu mai fie premier. El a declarat că partidul său va veni cu o propunere de prim-ministru (fie el,  Ghinea, fie Drulă) dacă „singurul candidat” al PNL la funcția de șef de guvern rămâne Cîțu.[113]
- Alianța pentru Unirea Românilor (AUR): Copreședintele partidului George Simion a declarat că partidul său i-a cerut lui Iohannis demisia lui Cîțu din funcția de premier interimar și a propus un guvern technocrat cu Călin Georgescu ca Prim-ministru.[114][115]
- Uniunea Democrată Maghiară din România (UDMR/RMDSZ): Partidul s-a oferit să conducă Guvernul României pentru o perioadă de cel puțin 6 luni.[114] Propunerea lor de premier este Hunor Kelemen.[116]

Președintele USR Dacian Cioloș a fost nominalizat de către Iohannis să formeze un nou guvern. Acest lucru ar însemna că dacă va exista un al doilea cabinet Cioloș (Cioloș a condus anterior un guvern tehnocrat între 2015-2017) care va fi aprobat în Parlament, Cioloș va deveni primul om politic care deține de două ori funcția de prim-ministru din 1939, când al cincilea cabinet al lui Gheorghe Tătărăscu (care a fost primul ministru între 1934-1937) a fost investit. Conform articolului 103 din Constituție, Cioloș are la dispoziție 10 zile pentru a desemna o listă de miniștri și pentru a obține cele 234 de voturi necesare pentru investirea sa și a cabinetului său în Parlament. PNL a anunțat că nu va vota investirea guvernului, Cîțu cerând USR să "să termine discuțiile cu PSD și AUR", în timp ce partidele de opoziție ale AUR și PSD exclud sprijinul. Întrucât PSD, AUR și PNL împreună au 334 de parlamentari, Cioloș ar rămâne doar cu 80 de voturi din partea parlamentarilor partidului său (USR) și a celor 8 voturi din partea partidelor minorităților, care sunt de departe insuficiente (88 în total). Poziția UDMR este neclară, dar cabinetul încă nu ar trece Parlamentul indiferent, deoarece partidul are doar 29 de parlamentari (plus încă 1, expulzat din UDMR) și, ca atare, ar exista doar 118 voturi „pentru”. Cu toate acestea, Cioloș a anunțat că pe 13 octombrie va începe negocierile cu PNL și UDMR pentru guvern.
Între timp, din moment ce au trecut peste 15 zile de la depunerea de către Orban a demisiei sale de Președinte al Camerei Deputaților către Președintele PNL Florin Cîțu (pe 27 septembrie) fără ca acesta să ia măsuri, Orban a anunțat că își va depune demisia direct la secretariatul Camerei, tot pe 13 octombrie, încheindu-și mandatul.

#### Încercarea de a găsi sprijin în Parlament
USR nu a reușit să ajungă la un consens cu PNL, UDMR și partidele minorităților pe 13 octombrie. În ciuda acestui fapt, USR a negat orice speculați cum că s-ar alia cu PSD și AUR, președintele PNL Florin Cîțu a continuat să facă referire la presupusa majoritate într-un discurs din aceeași zi: "Suntem de acord cu două lucruri: responsabilitatea care-i aparține domnului Cioloș, în al doilea rând, responsabilitatea aparține [presupusei] coaliții USR-PSD-AUR din care este numit domnul Cioloș. Pentru alte discuții va trebui să merg la Partidul Național Liberal".
Pe 15 octombrie 2021, încurajat de președintele Klaus Iohannis, Cioloș a reluat discuțiile cu PNL și UDMR pentru găsirea sprijinului în Parlament. Întâlnirea a fost amânată de Cîțu, care a declarat că partidul său (PNL) a votat împotriva celui de al doilea cabinet Cioloș, continuând (împreună cu Hunor Kelemen) să-i ceară lui Cioloș să negocieze mai întâi cu PSD și AUR (care au declarat că nu-l vor sprijinii în parlament), apoi dacă nu va reuși, PNL va demara negocieri. Ca răspuns, Cioloș a cerut PNL să nu fugă de responsabilitate și că, în necesitatea de a pune capăt crizei politice, va veni cu o propunere de guvern minoritar USR monocolor în Parlament următoarea luni.
Pe 19 octombrie 2021, în ciuda situației excepționale în care se găsește România mai ales cu aproape 19,000 de cazuri de COVID-19 și peste 500 de decese raportate în acea zi și presiunea foarte mare asupra spitalelor din România, toți miniștrii propuși pentru un guvern monocolor USR au primit aviz negativ din partea comisiilor de specialitate din Parlament, cu excepția Ministrului Transporturilor propus Cătălin Drulă. Ca reacție, Cioloș a declarat: "Este un eșec major al statului că nu a reușit să împiedice ceea ce se întâmplă în aceste zile ... Astăzi am fost cu aproape toți miniștrii propuși în audieri în comisii [în Parlament] ... Din păcate, am văzut în acest parlament la audieri că se votează încă [pe baza] greșelilor politice și a siglelor partidului". El a adăugat că va merge în continuare a doua zi la Parlament pentru votarea cabinetului, în speranța sprijinului de ultimă oră al parlamentarilor.
Pe 20 octombrie 2021, în urma ședinței care a reunit cele două camere, Senatul și Camera Deputaților, propunerea de investire a lui Dacian Cioloș și a cabinetului său a picat cu 88 de voturi pentru, 184 împotrivă și 0 abțineri.

### A doua încercare de formare a unui guvern
Deoarece al doilea guvern Cioloș nu a reușit să primească votul de încredere al parlamentului, Președintele Klaus Iohannis a convocat noi consultări la Palatul Cotroceni pe 21 octombrie 2021. Pentru prima dată, conducerea Partidului Național Liberal (PNL) a recunoscut că nu este posibil să facă o majoritate dacă îl vor propune pe președintele partidului, Florin Cîțu. În același timp, propunerea de premier a PNL este Ministrul Apărării Nicolae Ciucă, care a fost nominalizat de președinte să formeze un nou guvern.
Ca răspuns, Dan Barna a anunțat că USR va fi în opoziție față de cabinetul Ciucă. Ludovic Orban a anunțat că va părăsi PNL și că va deveni independent și nu o să voteze guvernul propus. PSD și UDMR sunt aparent împotriva unui guvern condus de Ciucă, dar ar susține un astfel de cabinet din cauza situației excepționale în care se află România. Între timp, Iohannis a ținut un discurs de la Bruxelles unde i-a numit pe cei din USR "crizatori". Ca răspuns, Ciprian Teleman (USR) a definit în batjocură cuvântul în concordanță cu critica Președintelui; oficial acest cuvânt nu există în dicționarul limbii române. Până când UDMR și-a schimbat poziția, a fost inițial împotriva unui guvern minoritar.

Partidul Social Democrat (PSD) de asemenea a exclus inițial un sprijin (chiar și condiționat) pentru un guvern minoritar PNL–UDMR, dar acest lucru a devenit mai probabil între timp. Primele semnale că au existat negocieri între cele două partide a fost când Vasile Dîncu (PSD) și Alina Gorghiu (PNL) au călătorit la Chișinău în același avion. Liderii PSD și PNL, Cîțu și Ciolacu s-au întâlnit la Vila Lac pentru negocieri, cu toate acestea s-au dovedit a fi un eșec. Pe 25 octombrie 2021, premierul desemnat Nicolae Ciucă s-a întâlnit cu liderul PNL Florin Cîțu și președintele Klaus Iohannis de la care s-a speculat că a primit ulterior un mandat flexibil pentru a negocia un guvern majoritar, urmată de o altă întâlnire cu Dacian Cioloș (USR) a declarat ulterior că va susține un eventual Cabinet Ciucă doar sub forma unei coaliții reîmprospătate, fapt care a fost confirmat a fi fals de către Cîțu. Pe 26 octombrie 2021, Ciucă, în numele PNL, a trimis o scrisoare deschisă tuturor partidelor din Parlament în care a cerut sprijinul unui guvern minoritar PNL-UDMR; o încetare a focului până după iarna anului 2021-2022, în mijlocul valului al patrulea al Pandemiei de COVID-19 și crizei energetice.
Până pe 28 octombrie 2021, Ludovic Orban și cinci parlamentari au sprijinit ieșirea din grupul parlamentar al PNL în semn de protest față de acțiunile conducerii lui Florin Cîțu. Ca răspuns, vicepreședintele PNL Florin Roman a cerut excluderea tuturor celor care părăsesc grupul parlamentar, comparând fenomenul cu cazul lui Călin Popescu-Tăriceanu, care a părăsit PNL pentru a forma Alianța Liberalilor și Democraților (ALDE).
După ce Ciucă și Cîțu au depus la Parlament lista miniștrilor din cabinet și programul de guvernare, Ciolacu a anunțat că PSD nu va vota pentru cabinet, deoarece cele 10 condiții ale partidului în materie nu au fost implementate în programul menționat, propunând în schimb restabilirea impozitelor pentru Diaspora română, desființate de guvernele PSD.
Pe 1 noiembrie, Ciucă și-a depus mandatul de premier desemnat. În consecință, acest lucru a făcut ca cea de a doua încercare de formare a unui guvern succesor Cabinetului Cîțu să eșueze în mai puțin de 60 de zile.

### Guvernul PNL-PSD cu UDMR
Pe 4 noiembrie 2021, Cîțu (liderul PNL) și Ciolacu (liderul PSD) s-au întâlnit în perspectiva formării unui guvern, într-o a treia încercare, unde PSD a spus PNL că vrea funcția de premier și jumătate dintre ministere. Cu o zi înainte, PNL a convocat negocieri cu USR, după care Cîțu a declarat că „sunt șanse mari [să refacem coaliția]”. Între timp, fostul ministru al Muncii Violeta Alexandru a părăsit grupul parlamentar al PNL în sprijinul lui Ludovic Orban, numărul total al parlamentarilor PNL care iau această mișcare a ajuns la 17 până pe 3 noiembrie. Președintele Iohannis a declarat într-un comunicat de presă că nu va convoca noi consultări până când nu se va forma o majoritate în Parlament.
Pe 8 noiembrie 2021, în urma unei întâlniri la Vila Lac a liderilor proeminenți ai PNL, s-a decis ca PNL să înceapă negocierile de formare a unui guvern cu PSD (din 70 de delegați 48 au votat pentru negocieri cu PSD, și 22 împotrivă) în ciuda avertismentelor date de membrii precum Ilie Bolojan, Dan Motreanu sau Ludovic Orban. Tot în acceași zi, a avut loc un protest împotriva PNL și-a deciziilor din ultima vreme pe care le-a luat conducerea partidului.
În același timp, USR și-a anunțat oficial intrarea în opoziție, Dacian Cioloș criticând această decizie a PNL. Pe 12 noiembrie 2021, PNL l-a expulzat pe Orban la propunerea secretarului general al partidului Dan Vîlceanu, un susținător al lui Florin Cîțu, deschizându-i astfel ușa unei noi forțe politice.
Negocierile PNL-ului cu PSD s-au soldat rapid cu un impas. PNL a insistat să-și păstreze portofoliul de prim-ministru, Florin Cîțu însuși dorind să devină premier., în timp ce și PSD-ul a vrut să preia funcția. S-a discutat și despre rotația biroului între cele două părți o dată la un an și jumătate, dar ambele și-au dorit să fie primii. Mai mult, la o săptămână după decizia BPN al PNL din 8 noiembrie, a existat încă o lipsă de consens cu privire la unele aspecte cheie ale programului comun de guvernare, în special pe Justiție și Finanțe.
După ce PNL și-a arătat dorința de a obține Ministerul Dezvoltării de la UDMR (de care aparținea în Guvernul Cîțu), acesta din urmă a amenințat cu părăsirea coaliției. PSD a declarat că vor renunța și dacă UDMR va lua această mișcare. Pe 21 noiembrie 2021, Negocierile PNL cu PSD și UDMR s-au încheiat în cele din urmă cu un rezultat pozitiv pentru formarea unui nou guvern. Fostul președinte PNL Ludovic Orban a vorbit împotriva coaliției, și a anunțat că formațiunea politică pe care o va forma se va poziționa în opoziție față de guvern, pentru că „această coaliție [PSD-PNL-UDMR]... reprezintă un pericol pentru democrația din România... Va fi greu să lucrezi cu acest monstru. Vor încerca să controleze toate televiziunile, [și] toate instituțiile statului”.

### Formarea Guvernului Ciucă

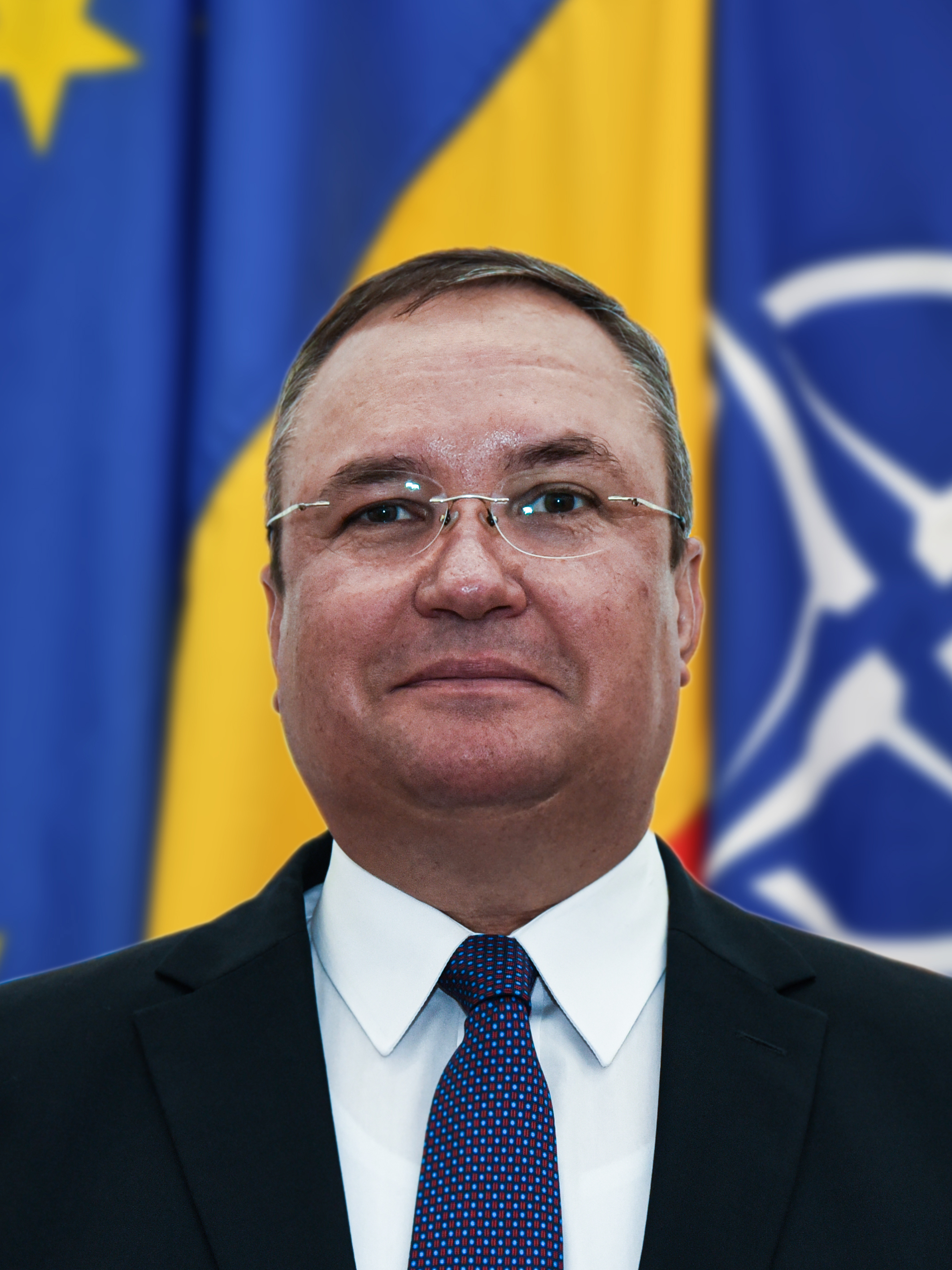
Nicolae Ciucă noul premier investit de parlament începând cu 25 noiembrie 2021, punând astfel capăt crizei politice.

Pe 22 noiembrie 2021, conducerea Partidului Social Democrat (PSD) a votat în unanimitate pentru intrarea la guvernare împreună cu PNL și UDMR, într-un cabinet condus de un premier din PNL, mai exact Nicolae Ciucă. Pe de altă parte, PNL a convocat o ședință a Biroului Politic Național, care a fost boicotată de Raluca Turcan, care a votat împotriva unui guvern cu PSD și a cerut demisia lui Florin Cîțu din funcția de președinte al PNL.Tot in ziua de 22 noiembrie au avut loc consultări la Palatul Cotroceni unde (Coaliția Pentru România), formată din PSD PNL UDMR și Minorități au mers împreună, cu propunerea de premier in numele lui Nicolae Ciucă.In cursul aceleiași zile Președintele Klaus Iohannis l-a desemnat pe Nicolae Ciucă candidat pentru formarea unui nou guvern. După desemnarea lui Nicolae Ciucă, partidele și-au exprimat dorința de a aduce modificări Constituției datorită faptului ca împreuna ar avea o majoritate puternica de 70% din parlament, in opoziție rămânând USR, AUR și Noul partid al fostului președinte PNL Ludovic Orban, Forța Liberală.In ziua desemnării a apărut un conflinct tensionat de data aceasta in interiorul PSD unde Gabriela Firea care ar urma sa fie Ministrul Familiei, și-ar dori și poziția de Vicepremier, dar se pare ca Președintelui PSD, Marcel Ciolacu nu i-ar conveni și ar agrea alta persoana pentru Vicepremier cum ar fi Vasile Dîncu care ar urma sa fie Ministrul Apărării sau Sorin Grindeanu (fostul premier contestat in amplele proteste din 2017 din cauza OUG 13) care ar urma sa fie ministrul transporturilor in viitorul guvern Ciucă. Nicolae Ciucă a declarat că va fi votat in Parlament in următoarele zile. Acesta ar urma sa fie 1 an și jumătate prim-ministru, urmând ca după el sa fie instalat un premier de la PSD tot un an și jumătate respectiv până la alegerile din 2024. Această formulă prin rotație a fost agreată de toate partidele din coaliție, iar numele oficial al acestei coaliții va fi Coaliția Pentru România (CPR).   
Pe 23 noiembrie 2021, președintele PSD Marcel Ciolacu a fost ales șef al Camerei Deputaților pentru a doua oară. Mai târziu în aceeași zi, Anca Dragu (USR) a fost revocată din poziția de Președinte al Senatului, la cererea PNL, prin urmare Florin Cîțu a fost investit cu această poziție. Ca răspuns, Dragu a declarat că "prima preocupare a noului USL urma să ofere o funcție [președinția Senatului] partidului” și a anunțat că va depune plângere la Curtea Constituțională pe această temă, numind-o „tiranie” și „abuz de putere”. Mai târziu, în aceeași zi, parlamentarii care au părăsit grupul parlamentar PNL în sprijinul lui Orban au părăsit PNL în sine. Audierile cabinetului au avut loc pe 24 noiembrie.
Guvernul Ciucă a trecut de parlament cu 318 voturi pentru și 126 împotrivă, în consecință, depunând jurământul la 25 noiembrie 2021, punând astfel capăt crizei politice din România din 2021.

## Reacții

### Interne
- Fostul premier Victor Ponta (care este acum liderul PRO România) a criticat de asemenea situația, susținând că este un conflict inutil, care afectează țara.[185]
- Monica Anisie, fost Ministru al Educației în guvenele Orban, a susținut că destrămarea coaliției formată din cele trei partide a fost rezultatul negocierilor dezastruoase ale lui Orban.[186]
- Reprezentanții de la Partidul Mișcarea Populară (PMP) au condamnat evenimentele care au provocat criza politică și au solicitat răspunderea, afirmând că coaliția tripartită a demonstrat „imaturitate și inadecvare” în mijlocul crizei sociale și de sănătate.[5]
- Vlad Voiculescu, fost Ministru al Sănătății în Cabinetul Cîțu a criticat acțiunile guvernului care au declanșat situația, susținând că PNDL 1 și 2 sunt „furturi” și că programul de investiții Anghel Saligny va fi „un alt furt”, reproșând premierului Cîțu să solicite aprobarea ordonanței programului fără Aprobarea Ministrului Justiției.[187]
- Theodor Paleologu, fost Ministru al Culturii, a criticat argumentul dintre cele două părți, susținând că în criza pandemiei trebuie să existe un guvern stabil, iar dacă condiția USR de a reveni la guvernare este demisia lui Cîțu, atunci acesta din urmă ar trebui să plece.[188]
- Mihail Neamțu, un politician de dreapta și conservator, unul dintre membrii de frunte ai PMP, susține, de asemenea, demisia lui Cîțu, susținând că, dacă ar fi făcut un referendum pentru demiterea lui Iohannis, acesta ar vota.[189]
- În timpul dezbaterii moțiunii de cenzură de pe 5 octombrie, Daniel Fenechiu (PNL) a declarat că s-a format o coaliție împotriva oamenilor care au preluat guvernul, care vor să facă lucruri. Mai mult, el a spus următoarele: „Înțeleg dacă voi [alegătorii moțiunii de cenzură] ați venit cu un proiect. Ești unit de ura ta față de Florin Cîțu. Pentru că Florin Cîțu a vrut să facă lucruri.[101]
- Liviu Dragnea, fostul președinte al Camerei Deputaților și al PSD a declarat că președintele a vrut controlul total al PNL, care sub conducerea lui Ludovic Orban nu ar fi fost posibil, precum și că PSD „a intrat în jocul politic al președintelui".[190] A criticat de asemenea guvernul.[21]
- Custodele Coroanei, Principesa Margareta, a făcut un apel la responsabilitate națională și a pledat pentru „un dialog național amplu” cu privire la „obstacole constituționale”, care împiedică sistemul politic din România să funcționeze „corect”. „Știu, desigur, că luptele politice sunt esența democrației. De asemenea, știu că este ușor pentru cineva ca mine să facă apel la unitate națională. Dar, în seara aceasta, aș vrea să fac un alt apel: unul la responsabilitate națională. Nu ne putem aștepta ca partenerii noștri apropiați să ne ia în serios dacă petrecem luni de zile fără un Guvern și dacă miniștrii vin și pleacă lunar. Nu ne putem aștepta ca alegătorii să respingă politicienii populiști dacă politicienii existenți nu le oferă nimic. Sectorul nostru privat este vibrant, talentat și competent. Dar nu ne putem aștepta să revenim la o creștere economică puternică – de care are mare nevoie națiunea noastră – dacă singurul lucru pe care politicienii și oficialii noștri îl fac este să se certe pe portofoliile Cabinetului”, a afirmat Majestatea Sa Margareta în discursul rostit la Seara Regală dedicată Corpului Diplomatic, desfășurată în Sala Tronului de la Palatul Regal.

### Externe
- Iratxe García, liderul Alianței Progresiste a Socialiștilor și Democraților în Parlamentul European a declarat pe Twitter în limba română: "Românii merită un guvern care să răspundă nevoilor lor. Moțiunea de neîncredere [împotriva Cabinetului Cîțu] este o oportunitate de a pune capăt crizei politice".[191]
- Ziarul spaniol El País a făcut un articol despre criza politică. Potrivit ziarului din Madrid, "paralizia politică, care agravează criza energetică, a stârnit la români memoria infamă a iernilor de sub dictatura lui Nicolae Ceaușescu".[192]

## Sondaje de opinie

### Rata de aprobare a prim-ministrului
| Sursă     | Dată                  | Eșantion | Florin Vasile Cîțu (PNL) | Florin Vasile Cîțu (PNL) | Florin Vasile Cîțu (PNL) | Florin Vasile Cîțu (PNL) |      |      |       |       |
| Sursă     | Dată                  | Eșantion | Da                       |                          |                          | Net (+/-)                |      |      |       |       |
| --------- | --------------------- | -------- | ------------------------ | ------------------------ | ------------------------ | ------------------------ | ---- | ---- | ----- | ----- |
| Sursă     | Dată                  | Eșantion | CURS                     | 25–30 octombrie 2021     | 1,100                    | Net (+/-)                | 10.0 | 81.0 | 9.0   | −71.0 |
| Sursă     | Dată                  | Eșantion | Avangarde                | 17–26 octombrie 2021     | 900                      | 7.0                      | 74.0 | 19.0 | −67.0 |       |
| Avangarde | 14–21 septembrie 2021 | 900      | 14.0                     | 61.0                     | 25.0                     | −47.0                    |      |      |       |       |
| CURS      | 12–20 august 2021     | 1,100    | 18.0                     | 77.0                     | 5.0                      | −59.0                    |      |      |       |       |
| CURS      | 11–18 iunie 2021      | 1,067    | 19.0                     | 75.0                     | 6.0                      | −56.0                    |      |      |       |       |
| CURS      | 14–17 aprilie 2021    | 1,107    | 24.0                     | 69.0                     | 7.0                      | −45.0                    |      |      |       |       |
| BCS       | 11 aprilie 2021       | 1,420    | 21.6                     | 68.5                     | 9.8                      | −46.9                    |      |      |       |       |

## Urmări
Criza politică a pus în lumină problema reformei constituționale, noul guvern care a depus jurământul exprimându-și intenția de a o a doua revizuire a actualei Constituții a României din 1991 „pentru a reflecta un model de stat în concordanță cu nevoile societății de astăzi. ". Modificările ar putea include o clarificare a atribuțiilor Președintelui României, precum și o reglementare a sistemului constructiv și al moțiunii de cenzură, similar cu cel al țărilor precum Germania sau Spania, printre altele.

Pe 8 decembrie 2021, Direcția Națională Anticorupție (DNA) a început să investigheze cum a fost organizat congresul PNL pe motivul zădărnicirii luptei împotriva bolilor (în special COVID-19) și abuz în serviciu.
Pe 14 decembrie 2021, fostul președinte al PNL Ludovic Orban a anunțat înființarea oficială a partidului său, Forța Dreptei (FD), după 2 luni de speculații.

## Ipoteza unor alegeri anticipate
Alegerile legislative anticipate pentru Parlamentul României au fost considerate de către Partidul Social Democrat singura soluție pentru a încheia criza politică și a instala un guvern legitim și stabil. Deși Viceprim-ministrul Hunor Kelemen a crezut că această criză politică se va calma după congresele PNL și USR PLUS din toamnă, a spus că alegerile anticipate sunt un scenariu plauzibil, în orice caz, prim-ministrul Florin Cîțu este împotriva acestei idei. Copreședintele USR PLUS Dacian Cioloș de asemenea a inclus alegerile anticipate ca un posibil scenariu, cu mențiunea că totul depinde de PSD și nu de partidul său.
Potrivit sondajului de opinie de la sfârșitul lui august făcut de Avangarde, dacă s-ar ține alegeri, PSD ar obține 35% din voturi, în timp ce PNL ar obține 21% din voturi, AUR ar obține 14% mai mult decât USR PLUS (13%). În alt sondaj de opinie (făcut de CURS) la mijlocul lunii septembrie, PSD a crescut la 36%, în timp ce PNL și USR PLUS au căzut la 19%, respectiv 11%.
Potrivit altui sondaj efectuat la sfârșitul lunii octombrie și începutul lunii noiembrie (făcut de Gazeta Civică), Alianța PSD-PNL ar avea 34% din voturi, USR crește la 20%, AUR crește și el față de ultimele alegeri dar nu cu mult (12%), posibilul nou partid a lui Orban Forța Liberală ar obține 8%, PMP ar obține 6.5% iar UDMR și PRO România ar obține 5% respectiv 5.5%.

## Suspendarea lui Klaus Iohannis
Pe 1 noiembrie 2021, Alianța pentru Unirea Românilor (AUR) a anunțat că a demarat procedurile pentru suspendarea președintelui Klaus Iohannis, citând "repetate încălcări ale Constituției" de la începutul mandatului său prezidențial. Aceasta a venit la scurt timp după ce Ludovic Orban și-a exprimat scepticismul cu privire la perspectiva dacă Iohannis își va încheia vreodată al doilea mandat de președinte fără a fi suspendat de Parlament. Mai târziu Orban a declarat că va sprijini suspendarea lui Iohannis.

## Impact
Criza politică a avut un impact oarecum sever asupra economiei românești, care a fost deja afectată de pandemia COVID-19. Prețurile la energie și alimente au crescut și au determinat o creștere a deprecierii leului românesc, rata de referință din raport cu euro depășind 5 lei în unele bănci. Potrivit Băncii Naționale a României (BNR), rata de referință era de aproape 4,95 lei / euro la 22 septembrie 2021, un nivel record la acel moment. La 26 februarie 2020, când a fost detectat primul caz de COVID-19 în România, rata de referință a fost de 4.8074 lei / euro. La 31 august 2021, aceasta era de 4,93 lei / euro.
Mai mult, criza a interferat cu al patrulea val al Pandemiei de COVID-19 în România. USR (căruia i-a aparținut Ministerul Sănătății) ieșind din Cabinetul Cîțu, cu Attila Cseke (UDMR) devenind ministru în funcție al Sănătății, urmată de adoptarea moțiunii de cenzură împotriva Cabinetului Cîțu, a limitat abilitățile guvernului de a pune sub control pandemia, cu o presiune asupra sistemului de sănătate publică din România care crește foarte mult, mii de oameni fiind infectați cu SARS-CoV-2 în fiecare zi.